# Campeonato Argentino M21 2015
El Campeonato Argentino de Menores de 21 años de 2015 fue un torneo para los seleccionados M21 de las uniones regionales afiliadas a la Unión Argentina de Rugby que participaron de la Zona Campeonato del Campeonato Argentino de Mayores de 2015, llevándose a cabo entre el 31 de octubre y el 28 de noviembre de 2015.
La Unión Cordobesa de Rugby se quedó con el campeonato al derrotar a los campeones defensores, la Unión Cordobesa de Rugby, en una final de facto que se llevó a cabo durante la última fecha en las instalaciones del Tucumán Lawn Tennis Club. Tanto los tucumanos como los Doguitos llegaron a la última fecha invictos, pero los cordobeses eran punteros por tener más puntos bonus. Los Naranjitas lograron revertir un marcador parcial de 9-20 a cinco minutos final, anotando dos tries y sentenciando el 21-20 final.
La Unión Argentina de Rugby decidió prescindir del torneo M21 a partir de esta temporada al ya no ser considerada una competencia necesaria.

## Equipos participantes
Participaron de este torneo las uniones clasificadas a la Zona Campeonato del Campeonato Argentino de Mayores de 2015. 
| División                  | Equipo       | Unión                          |
| ------------------------- | ------------ | ------------------------------ |
| Zona Campeonato 6 equipos | Buenos Aires | Unión de Rugby de Buenos Aires |
| Zona Campeonato 6 equipos | Córdoba      | Unión Cordobesa de Rugby       |
| Zona Campeonato 6 equipos | Cuyo         | Unión de Rugby de Cuyo         |
| Zona Campeonato 6 equipos | Rosario      | Unión de Rugby de Rosario      |
| Zona Campeonato 6 equipos | Salta        | Unión de Rugby de Salta        |
| Zona Campeonato 6 equipos | Tucumán      | Unión de Rugby de Tucumán      |

## Zona Campeonato
| Pos. | Equipos      | Partidos | Partidos | Partidos | Tantos | Tantos | Tantos | Pts. |
| Pos. | Equipos      | G        | E        | P        | PF     | PC     | DP     | Pts. |
| ---- | ------------ | -------- | -------- | -------- | ------ | ------ | ------ | ---- |
| 1.°  | Tucumán      | 5        | 0        | 0        | 218    | 97     | +121   | 22   |
| 2.°  | Córdoba      | 4        | 0        | 1        | 205    | 60     | +145   | 20   |
| 3.°  | Cuyo         | 3        | 0        | 2        | 115    | 158    | -43    | 12   |
| 4.°  | Buenos Aires | 2        | 0        | 3        | 191    | 112    | +79    | 12   |
| 5.°  | Rosario      | 1        | 0        | 4        | 95     | 153    | -58    | 5    |
| 6.°  | Salta        | 0        | 0        | 5        | 49     | 293    | -244   | 0    |

Primera fecha
| 31 de octubre | Córdoba | 32 - 20 | Buenos Aires | Club La Tablada, Córdoba                   |                                            |
|               |         | Reporte |              | Árbitro(s): Matás Ortiz de Rozas (Tucumán) | Árbitro(s): Matás Ortiz de Rozas (Tucumán) |

| 31 de octubre | Tucumán | 54 - 13 | Cuyo | Tucumán Lawn Tennis, Tucumán |  |
|               |         | Reporte |      |                              |  |

| 31 de octubre | Rosario | 29 - 12 | Salta | Duendes Rugby Club, Rosario |  |
|               |         | Reporte |       |                             |  |

Segunda fecha
| 7 de noviembre | Córdoba | 31 - 0  | Rosario | Club La Tablada, Córdoba                |                                         |
|                |         | Reporte |         | Árbitro(s): Pablo Deluca (Buenos Aires) | Árbitro(s): Pablo Deluca (Buenos Aires) |

| 7 de noviembre | Salta | 10 - 69 | Tucumán | Jockey Club, Salta                     |                                        |
|                |       | Reporte |         | Árbitro(s): Damián Schneider (Rosario) | Árbitro(s): Damián Schneider (Rosario) |

| 7 de noviembre | Cuyo | 21 - 20 | Buenos Aires | Los Tordos RC, Guaymallén          |                                    |
|                |      | Reporte |              | Árbitro(s): Mauro Rivera (Rosario) | Árbitro(s): Mauro Rivera (Rosario) |

Tercera fecha
| 14 de noviembre | Cuyo | 19 - 36 | Córdoba | Los Tordos RC, Guaymallén |  |
|                 |      | Reporte |         |                           |  |

| 14 de noviembre | Buenos Aires | 79 - 7               | Salta | Hindú Club, Don Torcuato            |                                     |
|                 |              | p.99 Reporte Reporte |       | Árbitro(s): Diego Colussi (Noreste) | Árbitro(s): Diego Colussi (Noreste) |

| 14 de noviembre | Tucumán | 39 - 21 | Rosario | Tucumán Lawn Tennis, Tucumán         |                                      |
|                 |         | Reporte |         | Árbitro(s): Sebastián Colman (Salta) | Árbitro(s): Sebastián Colman (Salta) |

Cuarta fecha
| 21 de noviembre | Córdoba | 86 - 0  | Salta | Club La Tablada, Córdoba |  |
|                 |         | Reporte |       |                          |  |

| 21 de noviembre | Rosario | 28 - 32 | Cuyo | Jockey Club, Rosario |  |
|                 |         | Reporte |      |                      |  |

| 21 de noviembre | Buenos Aires | 33 - 35               | Tucumán | Hindú Club, Don Torcuato               |                                        |
|                 |              | Reporte p.100 Reporte |         | Árbitro(s): Damián Schneider (Rosario) | Árbitro(s): Damián Schneider (Rosario) |

Quinta fecha
| 28 de noviembre | Tucumán | 21 - 20 | Córdoba | Tucumán Lawn Tennis, Tucumán                    |                                                 |
|                 |         | Reporte |         | Árbitro(s): Juan Pablo Federico (Mar del Plata) | Árbitro(s): Juan Pablo Federico (Mar del Plata) |

| 28 de noviembre | Rosario | 17 - 39               | Buenos Aires | Jockey Club, Rosario                       |                                            |
|                 |         | p.100 Reporte Reporte |              | Árbitro(s): Matás Ortiz de Rozas (Tucumán) | Árbitro(s): Matás Ortiz de Rozas (Tucumán) |

| 28 de noviembre | Salta | 20 - 30 | Cuyo | Jockey Club, Salta                   |                                      |
|                 |       | Reporte |      | Árbitro(s): Martín Pettina (Córdoba) | Árbitro(s): Martín Pettina (Córdoba) |

| Bandera de la Provincia de Tucumán |
| Tucumán Campeón                    |